# Tarzan's Treehouse

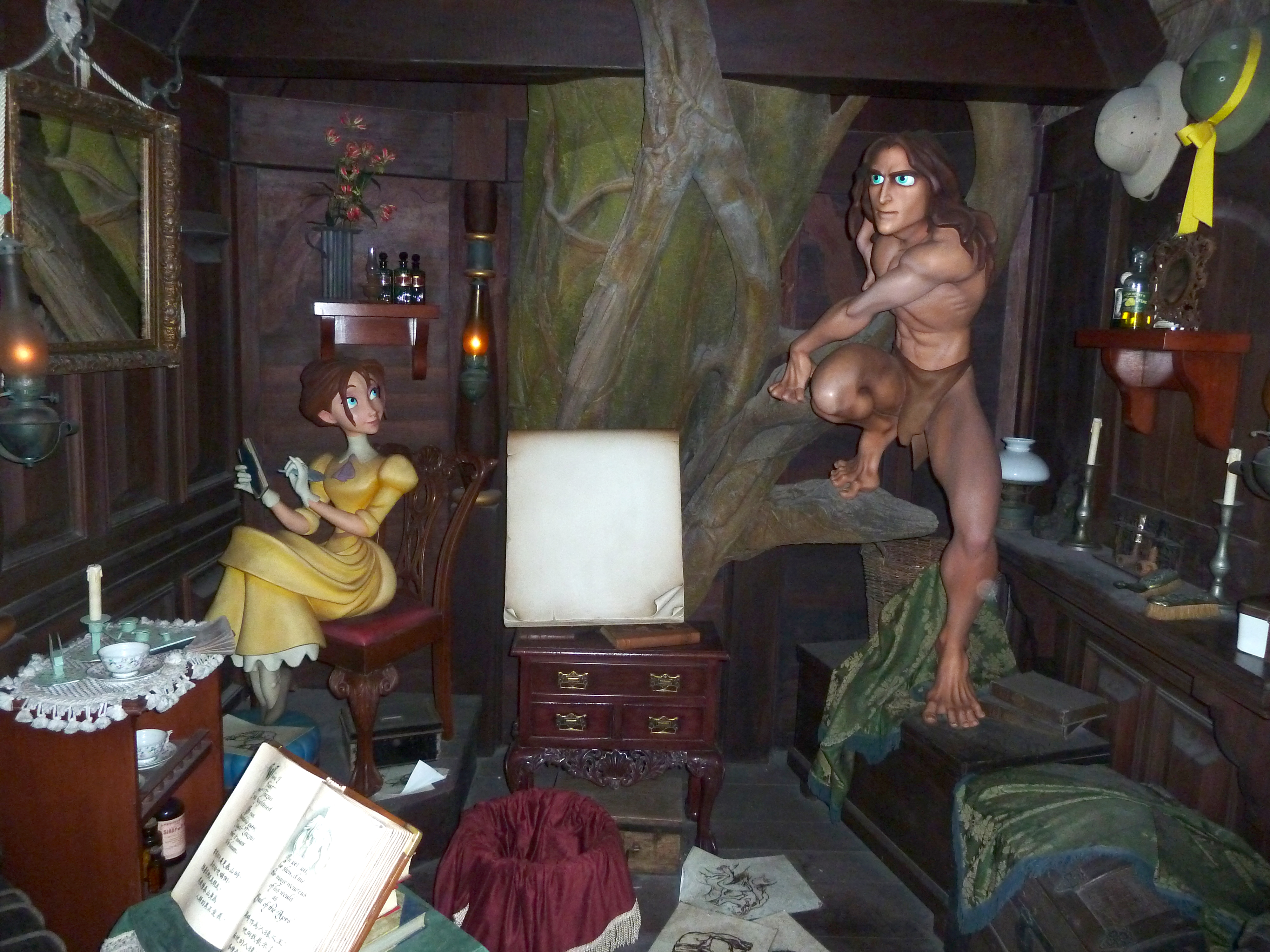
De scène van Tarzan, Jane en het schetsboek in Hong Kong Disneyland

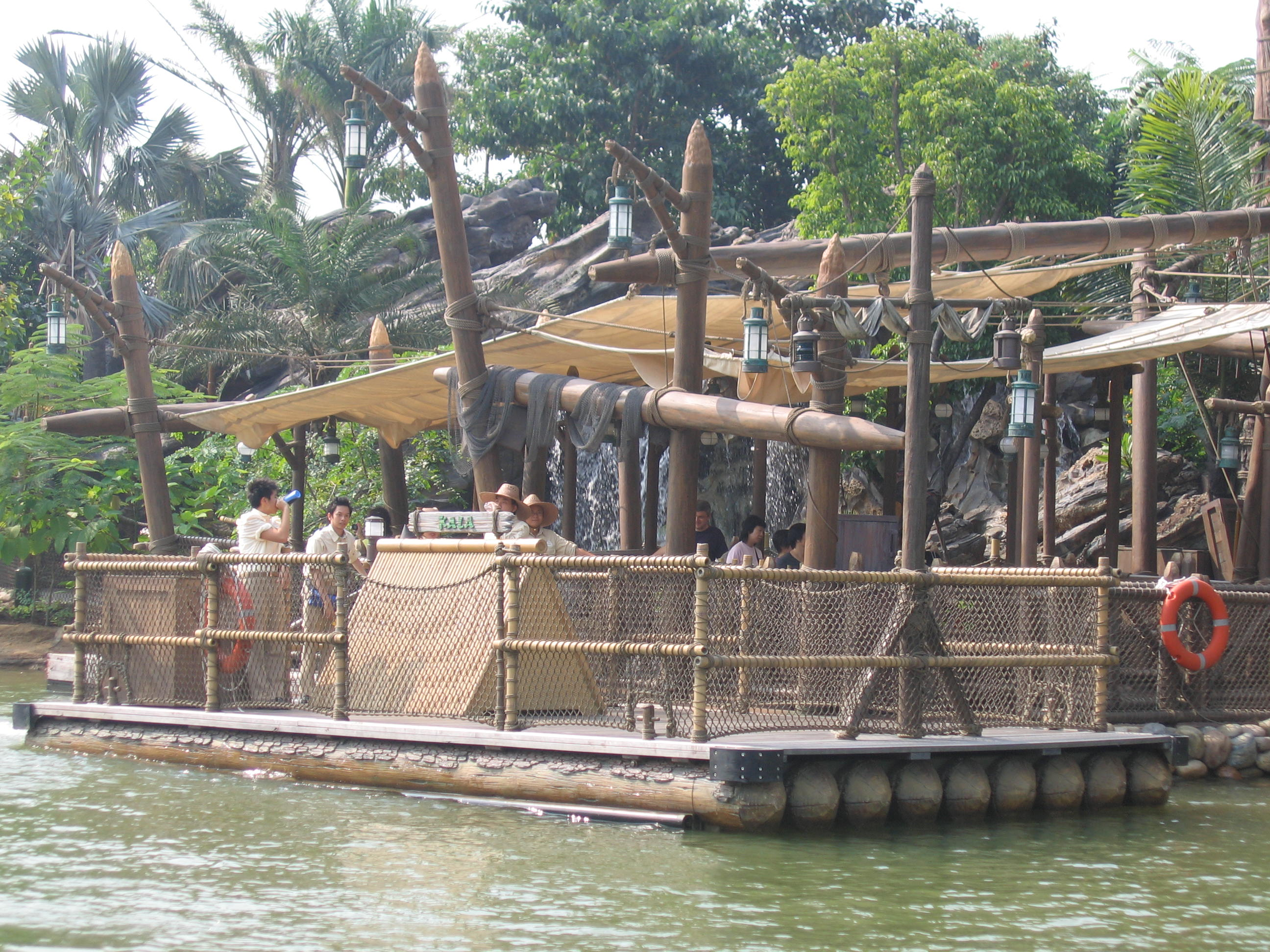
Een van de vlotten van "Rafts to Tarzan's Treehouse" in Hong Kong Disneyland

Tarzan's Treehouse is een attractie in Hong Kong Disneyland in Hong Kong en een voormalige attractie in het Disneyland Park in Anaheim, Californië. Het is een walkthrough doorheen een kunstmatige boom, gethematiseerd naar de film Tarzan.

## Geschiedenis
Voorheen bevond zich in het Disneyland Park in Anaheim een gelijksoortige walkthrough, eveneens door een kunstmatige boom: de Swiss Family Treehouse. Deze attractie werd op 8 maart 1999 gesloten, om te worden vernieuwd naar een attractie in Tarzan-thema. Hiervoor moesten alle oorspronkelijke nepbladeren aan de boom vervangen worden door nieuw gemaakte bladeren, dit bedroeg een aantal van 6000 stuks nieuwe bladeren. Eveneens werden een nieuwe hangbrug toegevoegd en werden objecten geplaatst die het Tarzan-thema uit moesten dragen. De attractie opende uiteindelijk op 23 juni 1999, een week later dan de première van de film Tarzan.
In Hong Kong Disneyland maakte Tarzan's Treehouse deel uit van het openingsaanbod van het park en opende de attractie op 12 september 2005.

## Beschrijving
De attractie bestaat uit een wandelpad met trappen dat zich doorheen de kruin van een kunstmatige boom werkt. Deze boom (en het huis erin) stelt de boomhut voor van de overleden ouders van Tarzan, uit de gelijknamige film. Na het betreden van de attractie, leiden de trappen helemaal tot boven in de kruin van de boom. Hierin hangt een wiegje in de touwen, dat zo nu en dan op en neer schommelt. Dit wordt vergezeld door het geluid van babykreten volgens de bekende Tarzan-roep. Iets verderop aan het pad is een ingestort gedeelte van de boomhut te vinden, met een pop van jachtluipaard Sabor. Als er voorbijgangers langslopen, brult het luipaard en blaast dit lucht naar de voorbijgangers. Het pad leidt vervolgens een verdieping naar beneden.
In een gebouwtje langs het pad is een pop te vinden van Kala die baby Tarzan in haar armen houdt en die naar een foto kijkt van de overleden ouders van Tarzan. Een trap naar beneden verder loopt het pad door een gebouwtje heen. Aan de linkerzijde zijn hier poppen te vinden van Jane en een volwassen Tarzan, die naar elkaar kijken. Tussen Jane en Tarzan in staat een schetsboek, waar door middel van een projectie schetsen op gemaakt worden. Aan de rechterzijde van het gebouwtje staat een stuurwiel; het gebouwtje is een overblijfsel van het gestrande schip waarmee de ouders van Tarzan de boomhut hebben gebouwd. Het pad leidt vervolgens weer naar de begane grond.
Op de begane grond is het lab te vinden van professor Porter, met een scherm waar het verhaal van Tarzan op wordt geprojecteerd (gasten kunnen zelf aan de projector draaien om het beeld te veranderen) en een grammofoon die het geheel van muziek voorziet. Verder zijn in dit gedeelte een caleidoscoop te vinden en een touw dat - als men eraan trekt - tot apengekrijs boven in de boom leidt. Verder is er een serie pannen en potten te vinden met elk een eigen toonhoogte als gasten erop tikken, vergezeld door een xylofoonstok en een bladmuziekachtige aanwijzing van hoe men moet spelen om een bepaald deuntje te krijgen. In Hong Kong Disneyland (niet in het Disneyland Park in Anaheim) staat een stuk verderop nog een animatronic van een babyolifantje. Vervolgens leidt het pad naar de uitgang van de attractie.

### Bereikbaarheid Hong Kong Disneyland
In het Disneyland Park in Anaheim was Tarzan's Treehouse vanaf de doorgaande weg te bereiken. In Hong Kong Disneyland is dit niet het geval: Tarzan's Treehouse staat daar op een eiland in de Rivers of Adventure van Adventureland. Naast een aantal toiletten is Tarzan's Treehouse de enige voorziening op dit eiland: het eiland dient dus enkel als locatie voor Tarzan's Treehouse. De attractie is alleen te bereiken via "Rafts to Tarzan's Treehouse", een systeem van bemande gemotoriseerde vlotten, waarvoor een aparte wachtrij is opgezet. "Rafts to Tarzan's Treehouse" wordt bovendien als aparte attractie vermeld op de plattegrond van het park.
Omdat deze vlotten met het parcours van de Jungle Cruise kruisen, moeten ofwel deze vlotten ofwel de boten van de Jungle Cruise regelmatig wachten op elkaar om verder te kunnen.

## Adventureland Treehouse in Disneyland Park
Tarzan's Treehouse werd in Anaheim gesloten in september 2021 en verbouwd tot Adventureland Treehouse inspired by Walt Disney’s Swiss Family Robinson.

## Trivia
- De verwijderde blaadjes van de Swiss Family Treehouse zijn later als souvenir in het Disneyland Park verkocht.[1]
- In de attractie is de muziek van de Swiss Family Treehouse verwerkt: een grammofoon speelt het "swisskapolka"-deuntje dat diende als attractiemuziek voor de Swiss Family Treehouse.[1]